# Leirhnjúkshraun
Le Leirhnjúkshraun est un champ de lave situé dans le Nord-Est de l'Islande.
Ce champ de lave fait suite à l'éruption du volcan Krafla en 1984.
Il est encore chaud et fumant et est aujourd'hui un site touristique.

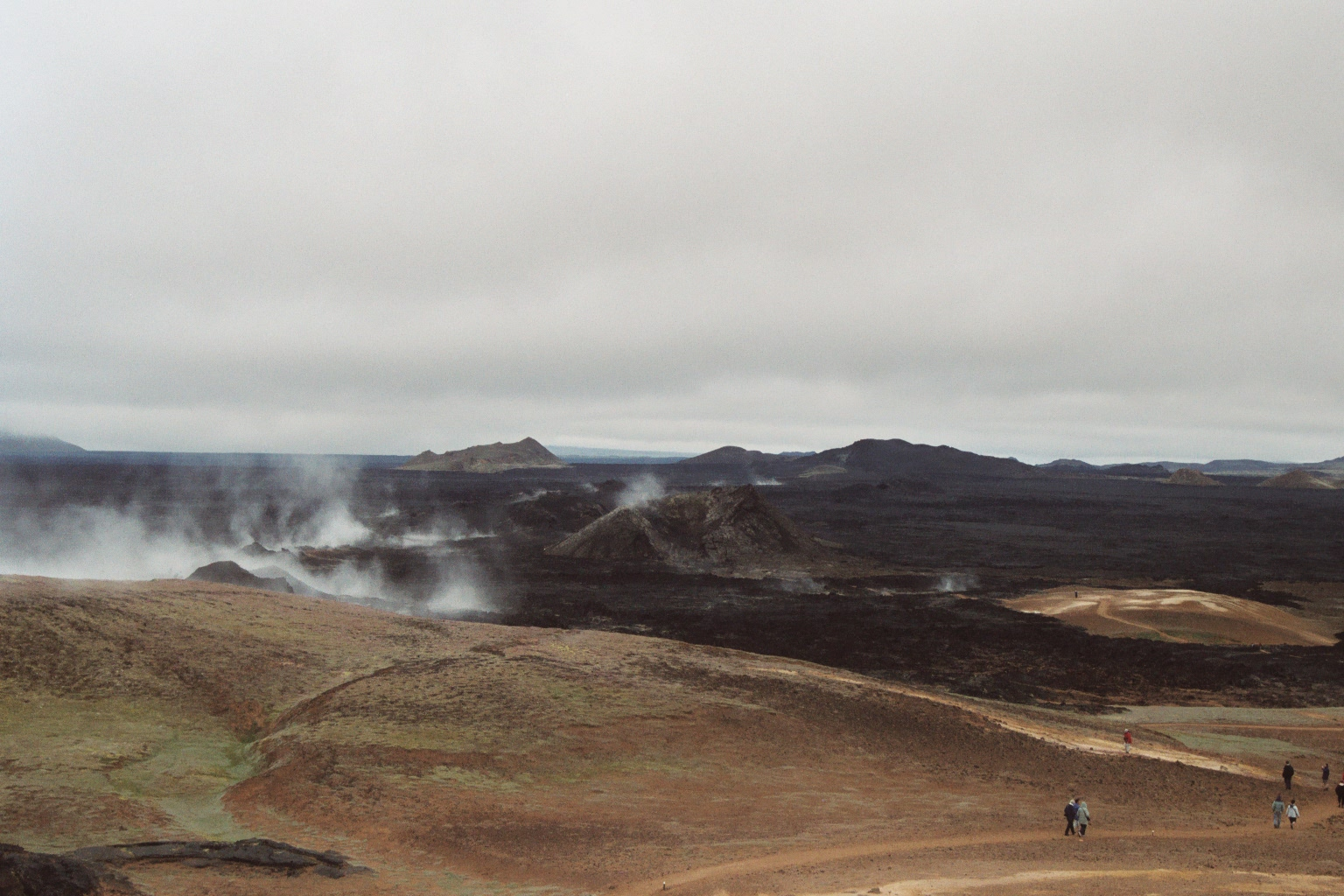
La faille à l'origine de l'éruption de 1984, dans le Leirhnjúkshraun
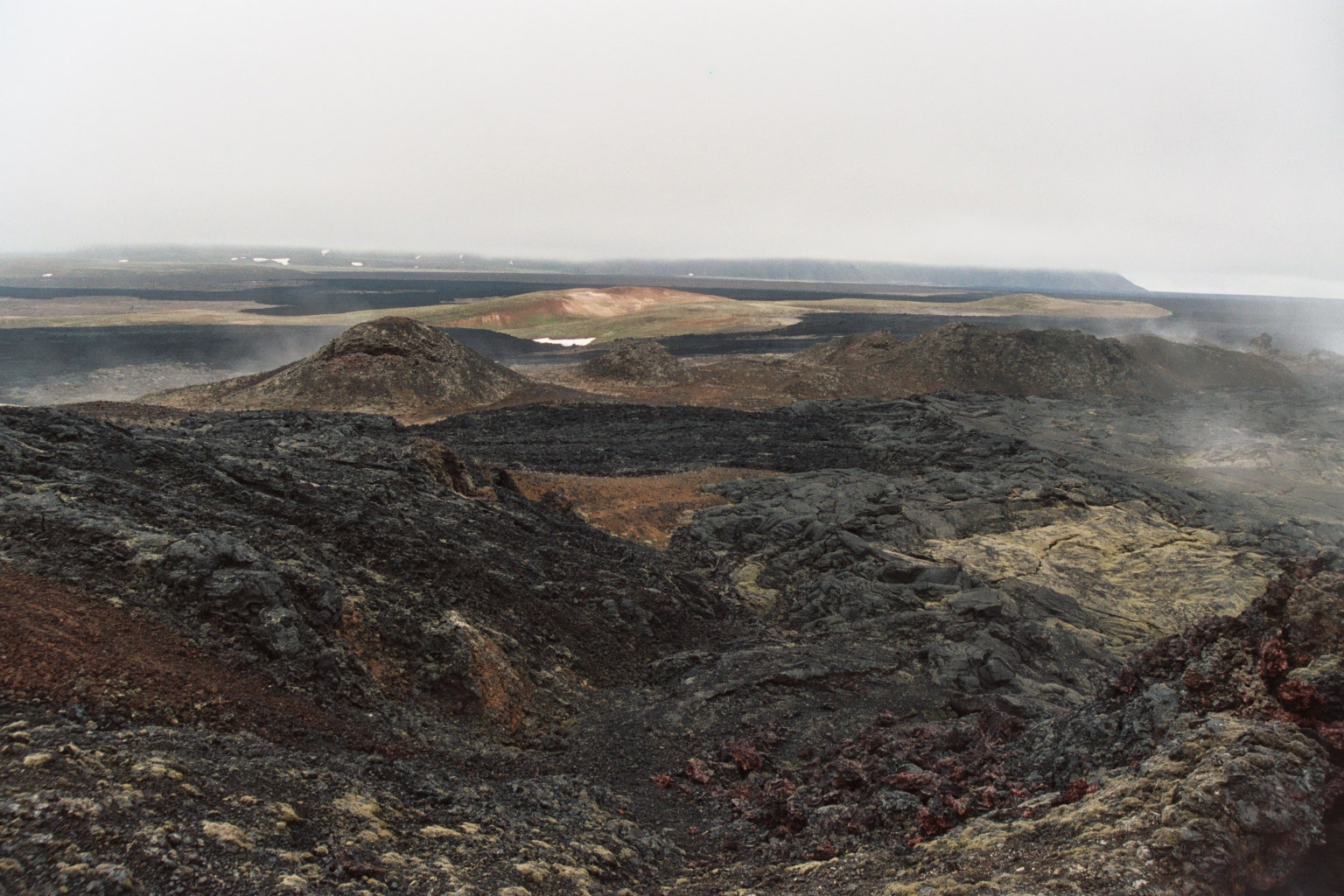
Vue générale sur les coulées du Leirhnjúkshraun